# NGC 6011
NGC 6011 (другие обозначения — UGC 10047, MCG 12-15-16, ZWG 338.17, PGC 56008) — спиральная галактика (Sb) в созвездии Малая Медведица.
Этот объект входит в число перечисленных в оригинальной редакции «Нового общего каталога».